# Studio Dragon
Studio Dragon Corporation (hangul: 스튜디오드래곤 주식회사; rr: Seutyudiodeuraegon Jusikhoesa) é uma empresa sul-coreana de produção televisiva pertencente a CJ ENM, uma subsidiária da CJ Group. Foi criada em 3 de maio de 2016 como uma empresa derivada da CJ E&M Media Content Division. 

## Logotipo

Logotipo usado de 2016 até 2022.

Seu logo oficial chama-se "Drama Paragon", produzido pela empresa de design coreana BRANDMAJOR. Ele foi inspirado pela pedra Chintamani, que, dentro das tradições hindus e budistas, realiza desejos, o logo representa a cultura asiática, que a empresa pretende homenagear através de suas produções.

## Lista de pessoas gerenciadas
De acordo com Jinnie Choi, CEO da Studio Dragon, a empresa gerencia atualmente 133 diretores e escritores sob suas diferentes subsidiárias e afiliadas.

### Atores
| - Jun Ji-hyun - Ko So-young - Seo Ji-hye - Claudia Kim - Yoon Ji-on - Han Dong-ho | - Lee Da-hae - Yoon Hyun-min - Lee Seung-joon - Ahn Woo-yeon - Park Eun-seok - So Hee-jung - Kim Min-young - Yoon Jin-sol - Jeon Ye-seo - Lee Joo Hyung - Mi Ram - Park Seo-yeon - Kim-bit Na-ri - Geum Chae-an - Cha Yeon-woo - Kang Seung-wan |

### Diretores
| - Kim Won-seok - Lee Na-jung - Lee Yoon-jung - Lee Eung-bok - Park Hong-kyun | - Kim Do-Hoon - Kim Sang-ho - Kim Byungsoo - Kwon Seok-jang - Kim Yoon-cheol - Ahn Pan-seok - Lee Min-woo - Lee Jong-jae - Lee Chang-han - Lee Tae-gon - Lee Jin-seok (fundador/CEO) | - Kim Jung-min |

### Roteiristas
| - Park Ji-eun - Kim Eun-hee | - Kim Eun-sook | - Kim Young-hyun - Park Sang-yeon | - Kim Hyun-hee - Kim Jung-eun - Ma Joo-hee - Baek Mi-kyung - Yang Jin-ah - Lee Ji-hyo - Lee Jin-mae - Go Jung-won - Jung Ha-na | - Jo Eun-jung - Jung Ji-woo - Yoon Sung-hee - Do Hyun-jung - Kang Sung-jin - Nam Sang-wook |

## Pessoal ex-gerenciado

### Atores
| - Park Min-young - Jo Jung-suk | - Yoon So-yi - Jo Sung-yoon - Son Hyo-eun |

## Empresas relacionadas

### Subsidiárias
- Culture Depot (CEO: Kim Sun-jung)
- Hwa&Dam Pictures (CEO: Yoon Ha-rim)
- KPJ Corporation (CEO: Jang Jin-wook)

### Empreendimentos conjuntos
- Mega Monster (com kakao M) (CEO: Lee Jun-ho)[8][b]

### Empresas afiliadas
- AStory (CEO: Lee Sang-baek)
- JS Pictures (CEO: Lee Jin-suk)[c]

## Entidades parceiras
- DramaFever[11]
- LOEN Entertainment[12]
- Amazon.com[13]
- Netflix[13]
- AMC Networks[13]
- ITV[13]
- Lazada Group[14]

## Projetos especiais
- O'PEN (com CJ E&M, CJ Entertainment e CJ Cultural Foundation)[15][16]